# Tom Everett Scott
Thomas Everett Scott, detto Tom (East Bridgewater, 7 settembre 1970), è un attore statunitense.

## Biografia
Nato nel Massachusetts, figlio di un ingegnere e di un'assicuratrice, studia alla Syracuse University, in seguito si trasferisce a New York dove nel 1992 si laurea in arte drammatica.
Il suo debutto risale al 1993 quando partecipa ad un episodio di Law & Order - I due volti della giustizia, ma il primo ruolo importante arriva tre anni più tardi, infatti nel 1996 è protagonista di Music Graffiti, esordio alla regia di Tom Hanks, dove interpreta il batterista Guy Patterson.
Negli anni seguenti partecipa a film come Un lupo mannaro americano a Parigi con Julie Delpy, La voce dell'amore con Meryl Streep, La lettera d'amore e 1 km da Wall Street. Inoltre ha preso parte a moltissime serie TV, tra cui E.R. - Medici in prima linea dove ha interpretato Eric Wyczenski, fratello di Abby Lockhart.
Agli inizi del 2000 partecipa a diverse serie TV molto sfortunate tra cui Una pupa in libreria nel quale recita il ruolo di Gavin Miller nell'episodio pilota mai andato in onda della serie, ma il suo ruolo verrà in seguito affidato a Elon Gold e l'acclamato dalla critica, ma sempre sfortunato negli ascolti, Saved andato in onda nel 2006 sul canale via cavo TNT.
Nel 2007 ha recitato al fianco di Diane Keaton e Mandy Moore in Perché te lo dice mamma e, nel 2008, torna a tentare la strada della TV nella serie Cashmere Mafia al fianco di Lucy Liu. Nel 2014 recita la parte di Charles Garnett nella serie televisiva post-apocalittica Z Nation.

## Filmografia

### Attore

#### Cinema
- Music Graffiti (That Thing You Do), regia di Tom Hanks (1996)
- Un lupo mannaro americano a Parigi (An American Werewolf in Paris), regia di Anthony Waller (1997)
- One Dog Day, regia di John Hyams (1997)
- Dead Man on Campus, regia di Alan Cohn (1998)
- La voce dell'amore (One True Thing), regia di Carl Franklin (1998)
- River Red, regia di Eric Drilling (1998)
- La lettera d'amore (The Love Letter), regia di Peter Chan (1999)
- Top of the Food Chain, regia di John Paizs (1999)
- 1 km da Wall Street (Boiler Room), regia di Ben Younger (2000)
- Attraction, regia di Russell DeGrazier (2000)
- Maial College (Van Wilder), regia di Walt Becker (2002) – non accreditato
- Sexual Life, regia di Ken Kwapis (2005)
- Air Buddies - Cuccioli alla riscossa (Air Buddies), regia di Robert Vince (2006)
- Perché te lo dice mamma (Because I Said So), regia di Michael Lehmann (2007)
- Supercuccioli sulla neve (Snow Buddies), regia di Robert Vince (2008)
- Corsa a Witch Mountain (Race To Witch Mountain), regia di Andy Fickman (2009)
- Tanner Hall - Storia di un'amicizia (Tanner Hall), regia di Francesca Gregorini e Tatiana von Furstenberg (2009)
- Glock, regia di Tom Everett Scott – cortometraggio (2009)
- Parental Guidance, regia di Andy Fickman (2012)
- Enemies Closer, regia di Peter Hyams (2013)
- Innamorarsi a Sugarcreek (Love Finds You in Sugarcreek), regia di Terry Cunningham (2014)
- Bravetown, regia di Daniel Duran (2015)
- La La Land, regia di Damien Chazelle (2016)
- Adorabile nemica (The Last Word), regia di Mark Pellington (2017)
- Diario di una schiappa - Portatemi a casa! (Diary of a Wimpy Kid: The Long Haul), regia di David Bowers (2017)
- Connessione d'amore (Christmas Connection), regia di Steven R. Monroe (2017)
- Quello che non so di te (Finding You), regia di Brian Baugh (2021)
- The Sister of the Groom, regia di Amy Miller Gross (2020)
- One True Loves, regia di Andy Fickman (2023)

#### Televisione
- Law & Order - I due volti della giustizia (Law & Order) – serie TV, 5 episodi (1993-2009)
- CBS Schoolbreak Special – serie TV, episodio 11x03 (1994)
- Grace Under Fire – serie TV, 5 episodi (1995-1997)
- Inherit the Wind, regia di Daniel Petrie – film TV (1999)
- The $treet – serie TV, 12 episodi (2000-2001)
- Philly – serie TV, 22 episodi (2001-2002)
- CSI: Miami - serie TV, episodio 1x04 (2002)
- E.R. - Medici in prima linea (ER) – serie TV, 8 episodi (2002-2003)
- Platonically Incorrect, regia di Tom Shadyac – film TV (2003)
- Will & Grace – serie TV, episodio 6x09 (2003)
- Il canto di Natale (Karroll's Christmas), regia di Dennis Dugan – film TV (2004)
- Una pupa in libreria (Stacked) – serie TV, episodio 1x00 (2005)
- Arrenditi Dorothy (Surrender, Dorothy), regia di Charles McDougall – film TV (2006)
- Saved – serie TV, 13 episodi (2006)
- Cashmere Mafia – serie TV, episodi 1x01-1x04-1x06 (2008)
- Sons of Anarchy – serie TV, episodi 1x11-1x13-2x07 (2008)
- Southland – serie TV, 17 episodi (2009-2013)
- La lacrima del diavolo (The Devil's Teardrop), regia di Norma Bailey – film TV (2010)
- Amiche nemiche (GCB) – serie TV, episodi 1x03-1x04-1x05 (2012)
- Beauty and the Beast – serie TV, 5 episodi (2014)
- Z Nation – serie TV, 7 episodi (2014)
- Le regole del delitto perfetto (How to Get Away with Murder) – serie TV, episodio 1x14 (2015)
- Criminal Minds – serie TV, episodio 10x19 (2015)
- Scream – serie TV, 6 episodi (2015-2016)
- Reign – serie TV, 6 episodi (2015-2016)
- Elementary – serie TV, episodio 4x16 (2016)
- Tredici (13 Reasons Why) – serie TV, 8 episodi (2017-2019)
- I'm Sorry – serie TV, 20 episodi (2017-2019)
- God Friended Me – serie TV, episodio 2x09 (2019)
- Il mio grande amico Dude (The Healing Powers of Dude) – serie TV, 8 episodi (2020)
- Council of Dads – serie TV, 4 episodi (2020)
- Tutti i sospetti su mio padre (The Good Father: The Martin MacNeill Story), regia di Annie Bradley – film TV (2021)
- La gemma della nostra vita (Rise and Shine, Benedict Stone), regia di Peter Benson – film TV (2021)
- L'estate nei tuoi occhi (The Summer I Turned Pretty) – serie TV, 5 episodi (2022-2023)

### Doppiatore
- Do Over – serie TV, 13 episodi (2002-2003) – non accreditato
- Justice League – serie animata, episodio 3x07 (2004)
- Batman: The Brave and the Bold – serie animata, 8 episodi (2009-2011)
- Milo su Marte (Mars Needs Moms), regia di Simon Wells (2011)

## Doppiatori italiani
Nelle versioni in italiano delle opere in cui ha recitato, Tom Everett Scott è stato doppiato da:
- Francesco Bulckaen in La lettera d'amore, Z Nation, Reign, I'm Sorry, L'estate nei tuoi occhi
- Giorgio Borghetti in Music Graffiti, Cashmere Mafia, Nuvole, Quello che non so di te
- Gaetano Varcasia in Un lupo mannaro americano a Parigi, Beauty and the Beast
- Francesco Meoni in Dead Man on Campus (ridoppiaggio), Parental Guidance
- Edoardo Stoppacciaro in Saved, Tanner Hall - Storia di un'amicizia
- Vittorio De Angelis in Perché te lo dice mamma, La lacrima del diavolo
- Simone Mori in Southland, Diario di una schiappa - Portatemi a casa!
- Alessio Cigliano in Corsa a Witch Mountain, Enemies Closer
- Riccardo Niseem Onorato in Amiche nemiche, Tutti i sospetti su mio padre
- Simone D'Andrea ne Le regole del delitto perfetto, Council of Dads
- Claudio Colombo in Dead Man on Campus
- Gianni Bersanetti in Air Buddies - Cuccioli alla riscossa
- Teo Bellia in Law & Order - I due volti della giustizia (ep. 18x17-18)
- Fabrizio Pucci in Law & Order - I due volti della giustizia (ep. 19x05, 19x22)
- Nanni Baldini in La voce dell'amore
- Mauro Gravina in 1 km da Wall Street
- Alessandro Quarta in Attraction
- Daniele Barcaroli in Philly
- Massimo De Ambrosis in Maial College
- Oreste Baldini in E.R. - Medici in prima linea
- David Chevalier in Will & Grace
- Gabriele Calindri ne Il canto di Natale
- Fabrizio Picconi in Arrenditi Dorothy
- Fabrizio Manfredi in Sons of Anarchy (ep. 1x11, 1x13)
- Riccardo Rossi in La La Land
- Davide Albano in Elementary
- Claudio Ridolfo in Tredici (ep. 1x04)
- Graziano Galoforo in Tredici
- Emiliano Reggente in Criminal Minds
- Gino Manfredi in Scream
- Gianluca Machelli in Adorabile nemica

Da doppiatore è sostituito da:
- Alessio Cigliano in Zampa 2 - I cuccioli di Natale
- Massimiliano Manfredi in Milo su Marte